# Sosnivka
Sosnivka (limba ucraineană Соснівка, limba rusă Сосновка) este un oraș din oblastul (regiunea) Liov (Львів), Ucraina.
Orașul a fost înființat în anul 1957, fiind amplasat la 65 km N de Liov (50°16'12"N 24°14'23"E). Are o suprafață de 1,98 km². În anul 2001, populația sa era de 11.889 de locuitori, din care 2.500 de copii.
Orașul dispune de o școală de meserii, două școli generale, o școală de muzică, o casă de cultură, două grădinițe și un spital. În interiorul orașului nu există întreprinderi industriale. În schimb, în imediata apropiere există 3 mine de cărbune și o uzină de prelucrare a cărbunelui, cea mai mare din Europa, deschisă îm 1985. Până la dechiderea uzinei, orașul era curat, înconjurat de păduri. În prezent, poluarea produsă de uzină reprezintă o gravă problemă de sănătate pentru locuitori.

## Demografie
Componența lingvistică a orașului Sosnivka
     Ucraineană (92,89%)
     Rusă (6,82%)
     Alte limbi (0,15%)
Conform recensământului din 2001, majoritatea populației orașului Sosnivka era vorbitoare de ucraineană (92,89%), existând în minoritate și vorbitori de rusă (6,82%).